# Сан-Микеле-Серино
Сан-Микеле-Серино (итал. San Michele di Serino) — коммуна в Италии, располагается в регионе Кампания, в провинции Авеллино.
Население составляет 2394 человека, плотность населения составляет 599 чел./км². Занимает площадь 4 км². Почтовый индекс — 83020. Телефонный код — 0825.
Покровителем коммуны почитается святой архангел Михаил, празднование 29 сентября.